# Josef Mühlbauer
Josef Mühlbauer (* 14. August 1818 in Train; † 1848 in Augsburg), häufig als Josef Mühlbauer junior bezeichnet, war ein deutscher Orgelbauer.

## Leben und Werk
Josef Mühlbauer junior wurde 1818 in Train geboren. Sein Vater Joseph Mühlbauer senior (um 1782–1848), ebenfalls Orgelbauer, war 1816 als Lehrer nach Train gekommen. Mühlbauer junior wurde ebenfalls Orgelbauer und wechselte als Geselle nach Bayreuth in die Orgelbauwerkstatt von Johann Friedrich Heidenreich (1798–1843). Nach dessen Tod stieg er dort zum Geschäftsführer auf. 1846 heiratete er die Witwe Heidenreich. Die Konzession für den Betrieb der Orgelbauwerkstatt in Bayreuth ging jedoch an Ludwig Weineck, der zuvor ebenfalls als Geselle bei Heidenreich gearbeitet hatte. Daneben muss Mühlbauer junior in seinem Heimatort Train oder im nahegelegenen Siegenburg zumindest zeitweise eine Orgelbauwerkstatt betrieben haben. Hier fertigte er Orgeln für einige Kirchen in der näheren Umgebung.
Da bisweilen Augsburg als sein Sterbeort angegeben wird, liegt es nahe, dass der dort geborene Orgelbauer Josef Mühlbauer (1847–1916) sein Sohn ist.

## Werkliste (Auszug)
| Jahr    | Ort                     | Gebäude                           | Bild | Manuale | Register | Bemerkungen                                                                                            |
| ------- | ----------------------- | --------------------------------- | ---- | ------- | -------- | --- |
| 1835    | Elsendorf-Haunsbach     | Hl. Kreuz                         |      |         |          | Prospekt erhalten                                                                                      |
| 1836    | Train                   | St. Michael                       |      |         |          | nur Gehäuse erhalten, Werk Ludwig Plössl (1958, 7/I/P), 2021 Renovierung durch Orgelbau Rainer Kilbert |
| um 1840 | Laaber                  | St. Stephan                       |      | I/P     | 6        | erhalten                                                                                               |
| um 1840 | Oberhornbach            | St. Stephan                       |      | I/p     | 3        | erhalten → Orgel                                                                                       |
| um 1840 | Allersdorf              | Mariä Himmelfahrt                 |      | I/P     | 10       | verändert erhalten, seit 1999 im Orgelmuseum Kelheim (Bild), transferiert durch Wolfgang Schober       |
| 1840    | Oberlauterbach          | Unserer Lieben Frau               |      | I/P     | 8        | verändert erhalten                                                                                     |
| 1844    | Hohenthann              | St. Laurentius (alte Pfarrkirche) |      | I/P     | 10       | nicht erhalten                                                                                         |
| um 1845 | Oberotterbach           | St. Leonhard                      |      | I/P     | 12       | erhalten → Orgel                                                                                       |
| 1845    | Pürkwang                | St. Andreas                       |      | II/P    | 13       | nicht erhalten                                                                                         |
| 1846    | Weihmichl-Oberneuhausen | St. Peter und Paul                |      | I/P     | 7        | nicht erhalten → Orgel                                                                                 |
| 1847    | Stollnried              | Mariä Himmelfahrt                 |      | I/P     | 6        | erhalten → Orgel                                                                                       |
| 1847    | Unterneuhausen          | St. Laurentius                    |      | I/P     | 8        | nicht erhalten                                                                                         |